# All Out Of Fight
Singles de P!nk
Dreaming
(2023)
Pistes de TRUSTFALL (Tour Deluxe Edition)
Irrelevant Just Like Fire / Heartbreaker (en)
All Out Of Fight est une chanson écrite et interprétée par la chanteuse américaine P!nk.
C'est le sixième single de son album TRUSTFALL, mais il est présent uniquement sur l'édition Deluxe sortie le 1er décembre 2023 en support physique et intitulée Tour Deluxe Edition.

Ce single a droit à un clip vidéo filmé qui sort le 7 décembre 2023 sur YouTube (ce qui n'était pas le cas du premier single promotionnel Dreaming). La vidéo évoque le combat contre le cancer. 

## Liste des pistes
| 1. | All Out Of Fight | Alecia Moore, Johnny McDaid, Fred Gibson | 3:32 |